# 萨拉尔特罗夫
萨拉尔特罗夫（法語：Sarraltroff，法語發音：[saʁaltʁɔf]；洛林法兰克语：Altrof）是法国摩泽尔省的一个市镇，位于该省东南部，属于萨尔堡-萨兰堡区。

## 地理
萨拉尔特罗夫（48°46'26"N, 7°3'46"E）面积11.97 平方千米，位于法国大東部大區摩泽尔省，该省份为法国东北部内陆省份，是洛林的一部分，西南接默尔特-摩泽尔省，东临下莱茵省，北与卢森堡和德国接壤。
与萨拉尔特罗夫接壤的市镇（或旧市镇、城区）包括：格尔林根、多尔万、伊尔伯赛姆、奥贝尔斯坦泽、雷丹、萨尔堡。

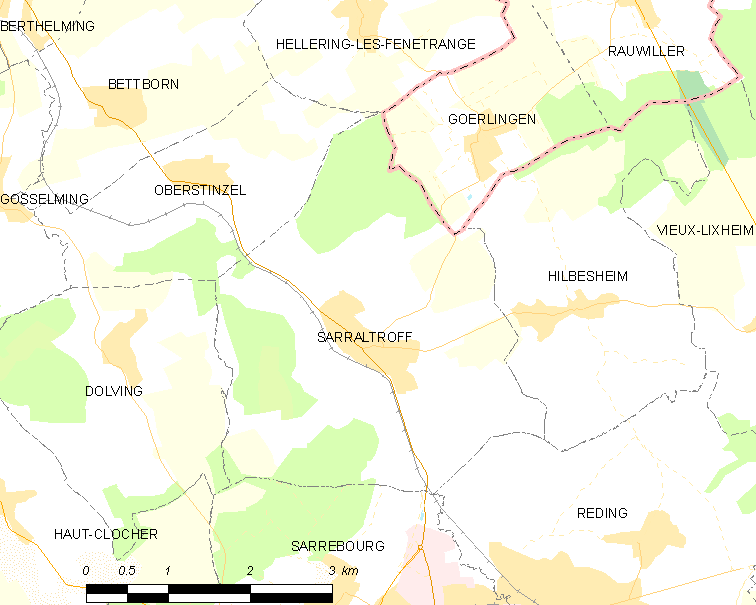
萨拉尔特罗夫的OSM定位图

萨拉尔特罗夫的时区为UTC+01:00、UTC+02:00（夏令时）。

## 行政
萨拉尔特罗夫的邮政编码为57400，INSEE市镇编码为57629。

## 政治
萨拉尔特罗夫所属的省级选区为萨尔堡县。

## 人口

1962-2008年间萨拉尔特罗夫人口变化图示

萨拉尔特罗夫于2022年1月1日时的人口数量为791人。